# Aci Castello
Aci Castello (Jaci Casteddu en siciliano) es una comuna italiana de 17.854 habitantes de la provincia de Catania, Sicilia. Su superficie es de 8 km². Su densidad es de 2232 hab/km². Las comunas limítrofes son Aci Catena, Acireale, Catania, San Gregorio di Catania, y Valverde.
El nombre de este pueblo de pescadores siciliano, situado entre Acireale y Catania, deriva del castillo normando en la cima de una roca de basalto que surge del mar. Sirvió de refugio en 1076 al rebelde Rogelio de Luria. Fue destruido por Federico II de Sicilia tras un largo asedio, en la parte restante se encuentra hoy en día el museo cívico.

## Evolución demográfica
| Gráfica de evolución demográfica de Aci Castello entre 1861 y 2001 |
|                                                                    |
| Fuente ISTAT - elaboración gráfica de Wikipedia                    |

- Datos: Q341293
- Multimedia: Aci Castello / Q341293

1. ↑  Worldpostalcodes.org, código postal n.º 95021.
2. ↑  «Codici Catastali». Comuni-italiani.it (en italiano). Consultado el 29 de abril de 2017.